# Vacherauville
Vacherauville település Franciaországban, Meuse megyében. Lakosainak száma 191 fő (2022. január 1.). Vacherauville Bras-sur-Meuse, Champneuville, Charny-sur-Meuse, Louvemont-Côte-du-Poivre és Marre községekkel határos.

## Népesség
A település népessége az elmúlt években az alábbi módon változott:
| Lakosok száma | 133  | 138  | 144  | 111  | 161  | 174  | 177  | 189  | 188  | 191  |
|               | 1968 | 1982 | 1990 | 2006 | 2013 | 2015 | 2017 | 2019 | 2020 | 2022 |